# Lloyd Viel Berkner
Lloyd Viel Berkner, ameriški fizik in inženir, * 1. februar 1905, Milwaukee, Wisconsin, ZDA, † 4. junij 1967, Washington, D.C.
Berkner je prvi izmeril višino in gostoto ionosfere, kar je omogočilo razjasnitev razširjanja kratkovalovnega radijskega valovanja.